# Храм Святителя Николая в Старом Ваганькове
Храм святителя Николая в Старом Ваганькове — православный храм, некогда находившийся в селе Ваганьково, в XVI веке вошедшем в состав Москвы.
Ныне принадлежит Центральному благочинию Московской городской епархии Русской православной церкви.

## История
Дата основания храма неизвестна, первые упоминания о строительстве каменного храма относятся к началу XVI века. Считается, что храм был построен в 1531 году, а до этого на его месте стояла деревянная церковь, являвшаяся частью подворья Николо-Песношского монастыря. Однако Иван Токмаков указывал: «Церковь Николая Чудотворца, что на Старом Ваганькове, построена первоначально была в 1497 г., в 1523 г. вновь перестроена, а в 1530 г. устроен придел во имя Преподобного Сергия».
В первой половине XVII века церковь была разобрана и на старом белокаменном подклете было возведено новое здание. Исследователи указывают, что, если верить плану Меерберга 1660-х годов, храм был трёхшатровым (на более раннем Петровом чертеже (рубеж XVI—XVII веков) храм был показан кубическим, одноглавым. В конце XVII века (в 1690-х годах) храм имел с юга придел преподобного Сергия, а к северу от храма была поставлена маленькая каменная (очевидно, зимняя) церковь во имя Сорока Севастийских мучеников.
В 1745—1759 годах обветшавший храм вновь был перестроен: в 1755 году был освящён придел преподобного Сергия, а в 1759 году — главный придел; в 1782 году с запада была пристроена каменная колокольня. В 1792 году была разобрана церковь Севастийских мучеников. В настоящее время на её месте стоит деревянный крест.
Во время пожара 1812 года церковь сильно пострадала, была приписана: сначала (1813) — к Антиповской церкви; затем (1814) — к соборной церкви Крестовоздвиженского монастыря. В 1814 году главный придел был освящён, а сергиевский придел долгое время оставался невосстановленным. В 1842 году была разобрана колокольня (остался только притвор в нижнем ярусе) и возобновлён сергиевский придел, где сохранился иконостас XVIII века. Ряд источников утверждает, что храм посещали Николай Гоголь и Михаил Погодин. В период 1834—1850 годов в храме служил Иоанн (Рождественский).
В середине XIX века храм де-факто стал домовым: сначала — при Московском дворянском институте и 4-й мужской гимназии, размещённой с 1849 года в доме Пашкова; затем — при Румянцевском музее. Однако де-юре, как поясняло Министерство народного просвещения в 1898 году: «церковь, хоть и находится во дворе музея, но с 1850 г. не числится больше домовой и состоит в ведомстве епархиального начальства». С 1850 года храм был приписан к Николо-Стрелецкой церкви; службы в ней до 1895 года совершались только по большим праздникам.
В 1868 году в храме появились святыни, переданные Румянцевскому музею наследниками собирателя христианских древностей Петра Савостьянова.
В 1895 году храм стал окормлять военнослужащих Артиллерийского ведомства Московского военного округа; настоятелем 14 февраля 1896 года был назначен священник военного ведомства Леонид Чичагов; дьяконом был Пётр Соколов. В это время началась новая перестройка храма. До наших дней в храме сохранились настенные изображения четырёх евангелистов, сделанные отцом Леонидом Чичаговым. В храме хранятся также современные копии с написанных им икон «Спаситель в белом хитоне» и «преп. Серафим Саровский, молящийся на камне».
В январе 1899 года Румянцевскому музею было разрешено расходовать «по 300 руб. в год на наем священников в Николо-Ваганьковский храм», а 13 ноября 1901 года митрополит Московский утвердил самостоятельный причт в домовом храме Румянцевского музея, то есть храм окончательно стал «музейским». В период 1899—1910 годы в храме пел профессиональный хор под управлением Александра Архангельского.
К 1903 году был увеличен притвор, возведена звонница в русском стиле (архитектор Георгий Евланов).
7 мая 1910 года настоятелем Николо-Сергиевской церкви был назначен Владимир Попов.
После революции 1917 года, уже после первого осмотра здания храма представителями новой власти в ноябре 1919 года, были приостановлены богослужения. В апреле 1920 года было проведено обследование Николо-Сергиевской церкви представителями музейного отдела Наркомпроса; в результате «по возобновлении систематических обследований, даже в случае закрытия церкви ликвидаторам из Восьмого отдела предписывалось никуда не вывозить иконы и утварь без разрешения экспертов из Наркомпроса». 10 мая 1923 года директор музея Анатолий Виноградов обратился в Моссовет с просьбой «передать музею здание Сергиево-Никольского храма, находящегося на территории музея Знаменка, Ваганьковский пер. 2 (в виду того, что означенный храм представляет собою совершенно определённый архитектурный памятник XVI в., который может быть использован музеем как помещение для одного из его отделов и как запасное место для хранения экспонатов), а с другой стороны, не будучи ничем отгорожен от основных хранилищ музея, он представляет все неудобства и опасности использования его под какие-нибудь другие нужды». Только почти через год, 4 марта 1924 года, было принято решение о передаче здания храма под библиотеку или склад музейного имущества. По воспоминаниям современника, в церковь переместили книги «в ящиках, мешках… как дрова, навалом чуть ли не до купола. Амвон и алтари были забиты книгами до отказа. Крохотная паперть была завалена ящиками с книгами».
В 1980-х годах в храме началась реставрация. Богослужения возобновились в 1992 году, в 1993 году — освящён. В 1994 году с нарушением охранного законодательства снесён дом причта.

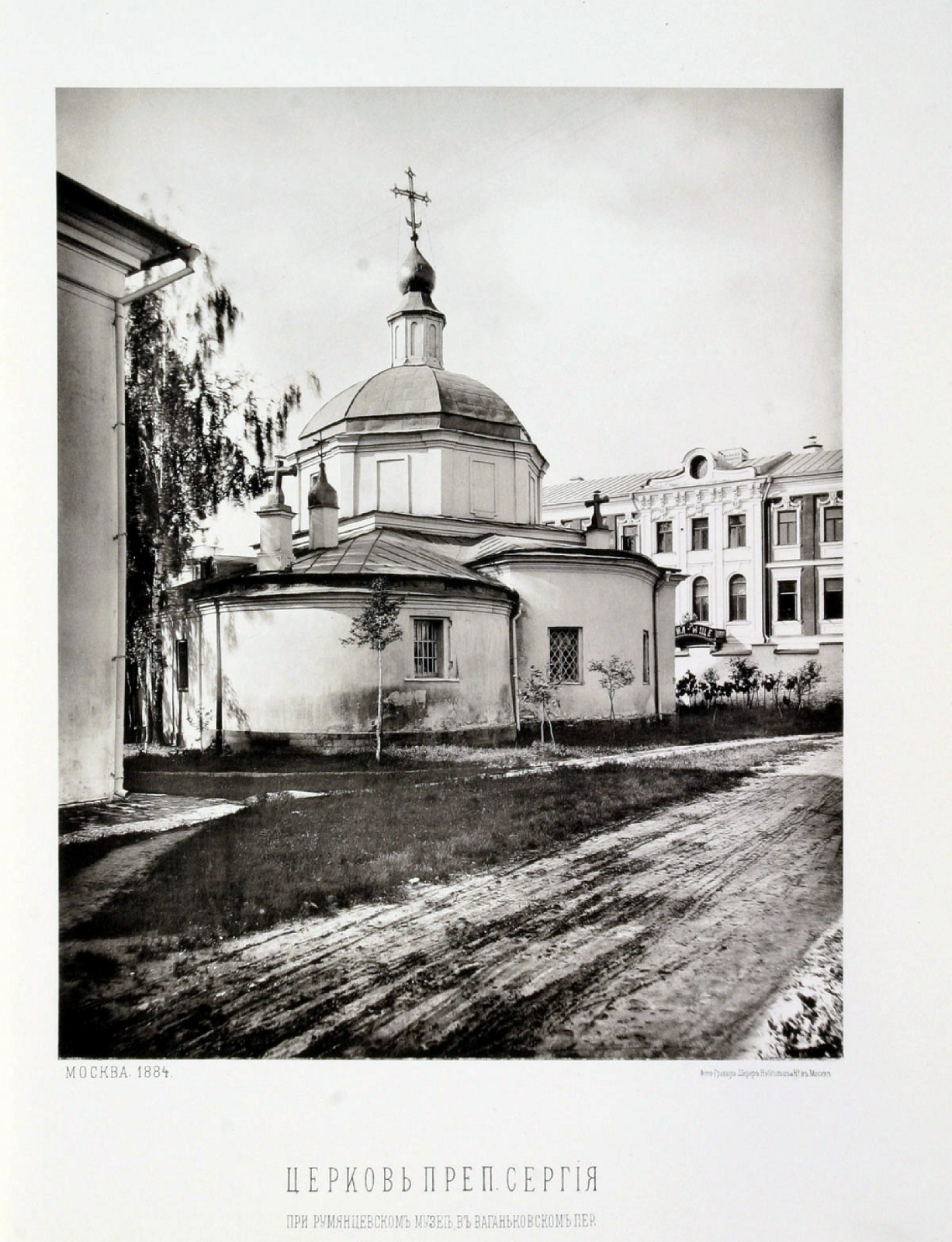
Церковь Святого Сергия при Румянцевском музее. Фото из альбома  Николая Найдёнова. 1884.
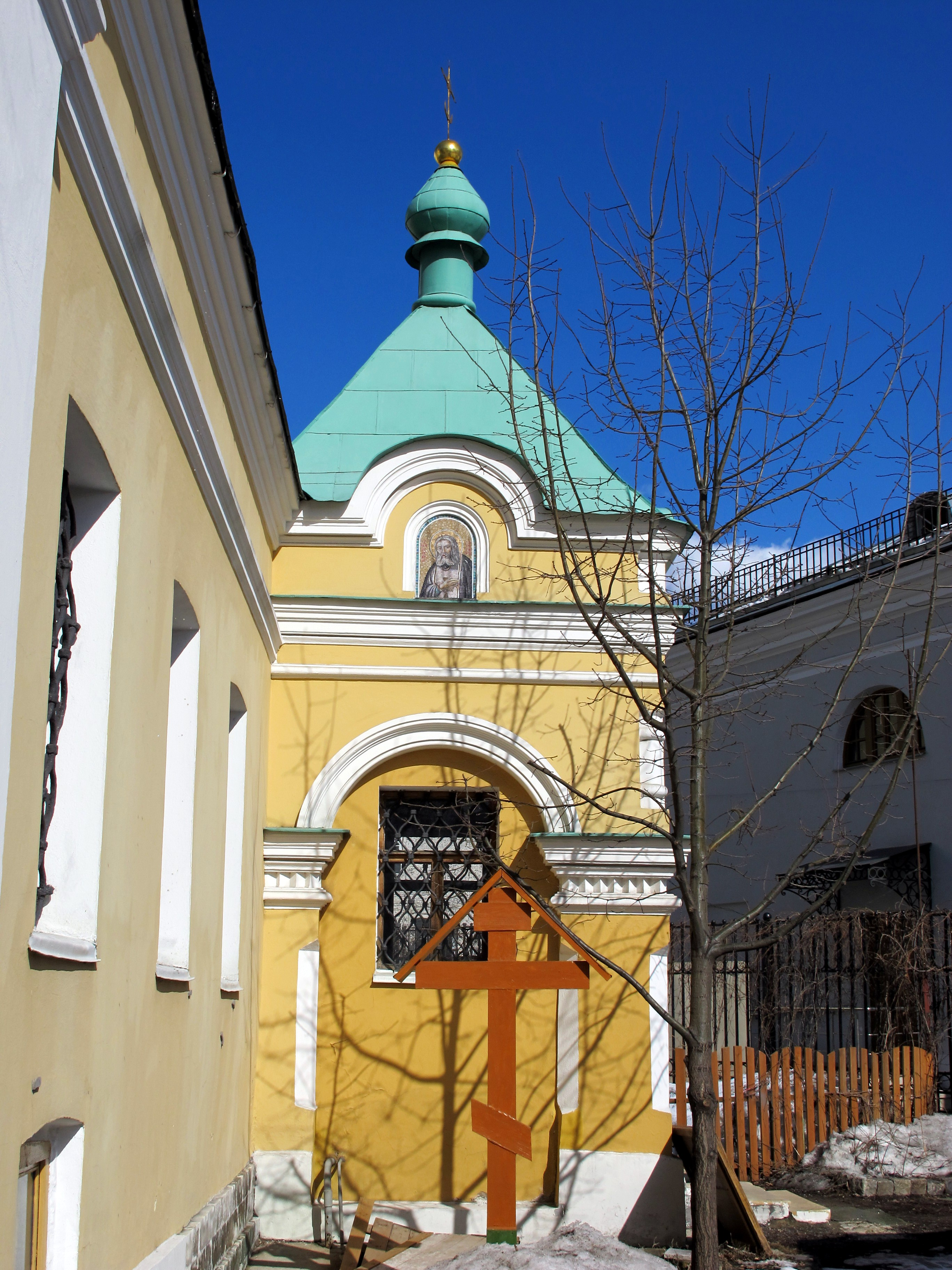
Церковь Святителя Николая в Старом Ваганькове с востока. Фото 2011.
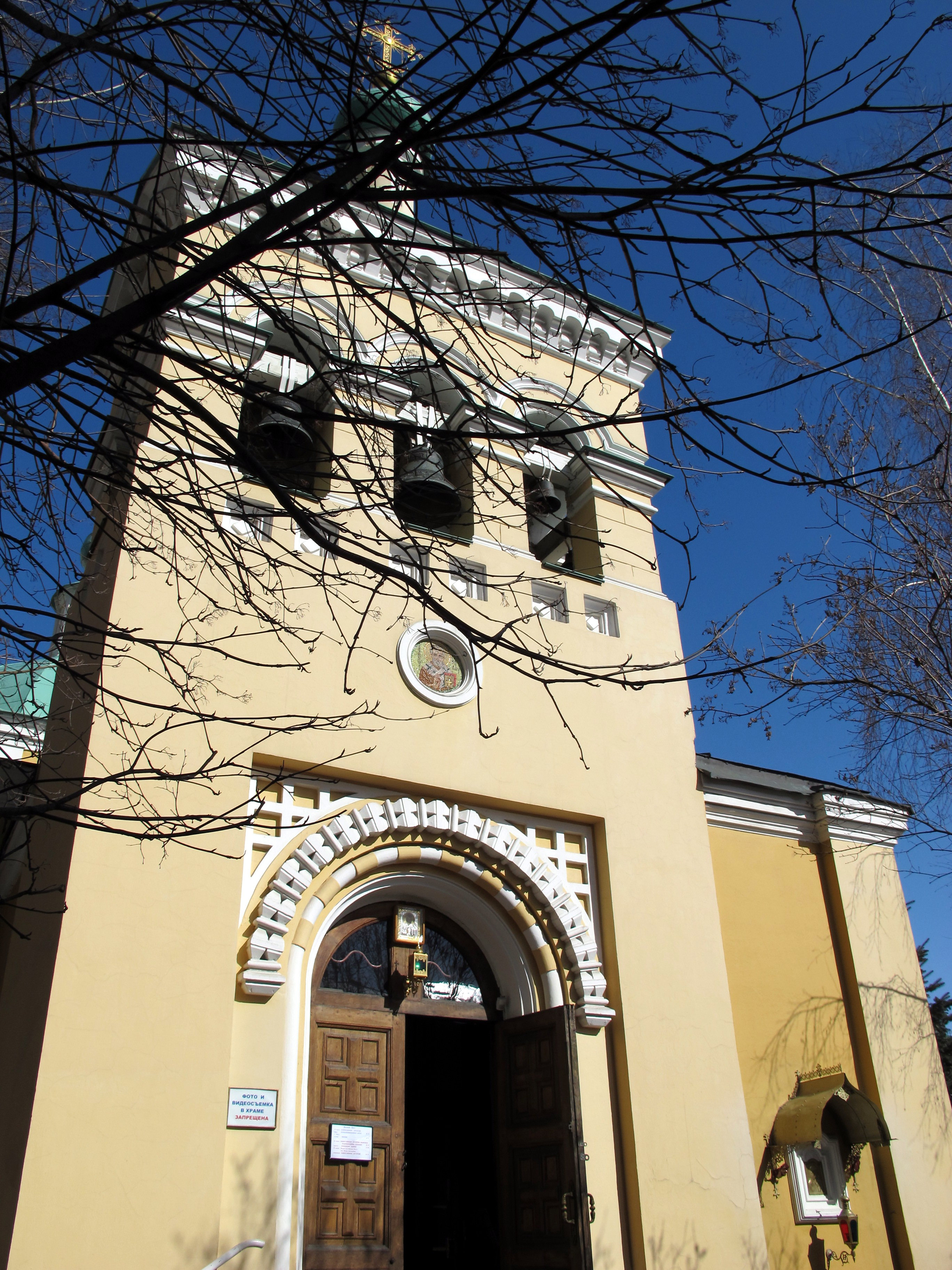
Звонница церкви Святителя Николая в Старом Ваганькове. Фото 2011.

## Духовенство
- Протоиерей Борис Даниленко.
- Священник Димитрий Артёмкин.
- Диакон Евгений Семёнов[13].

## Комментарии
1. ↑  В рукописи Михаила Александровского, по свидетельству Петра Паламарчука, — с 1819 года.
2. ↑  Икона «Спаситель в белом хитоне», написанная Чичаговым, ныне имеется ещё в двух церквах: в Москве — в храм Илии Обыденного; в Петербурге — в Троицком соборе Александро-Невской лавры.
3. ↑  Об авторстве изображений четырёх евангелистов совершенно не упомянула его внучка игумения Серафима (Чёрная). Относительно иконы Серафима Саровского при её воспроизведении в брошюре 1906 года председатель попечительского совета храма П. С. Владимирский спрашивал автора текста Г. П. Георгиевского о подписи под иллюстрацией: «Не прибавить ли „писанная священником Чичаговым“ (если это так)?» — см НИОР РГБ. Ф. 217. К. 9. Д. 95. Л. 3.
4. ↑  Владимир Иванович Попов (1856—?) окончил Петербургскую духовную академию со степенью кандидата богословия; был настоятелем Брянского собора; член археологического общества.